# Pinheiro
För andra betydelser, se Pinheiro (olika betydelser).
Pinheiro eller Brasiliansk araukaria (Araucaria angustifolia) är en barrträdart som först beskrevs av Antonio Bertoloni, och fick sitt nu gällande namn av Carl Ernst Otto Kuntze. Araucaria angustifolia ingår i släktet Araucaria och familjen Araucariaceae. IUCN kategoriserar arten globalt som akut hotad. Inga underarter finns listade i Catalogue of Life.
Det är ett karaktärsträd för södra Brasilien, där det bildar stora skogar. Träden kan bli upp till 50 meter höga med långa grenar och spetsig, omkring 3 centimeter långa barr samt klotrunda, omkring 20 centimeter tjocka kottar, 50-80 på varje träd, var och en innehållande 700-800 frön.
Dessas frön, kallade pinhoes är en viktig föda för lokalbefolkningen. Veden används som byggnads- och möbelvirke och den ljusa hartsen från träden för olika ändamål.

## Bildgalleri

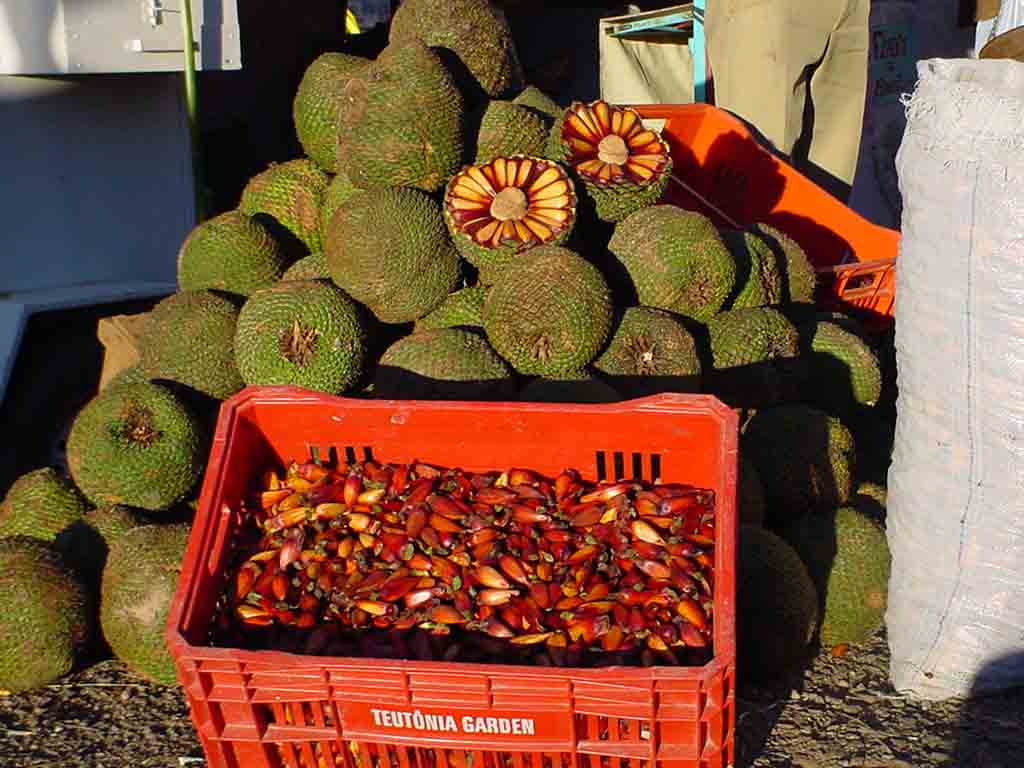
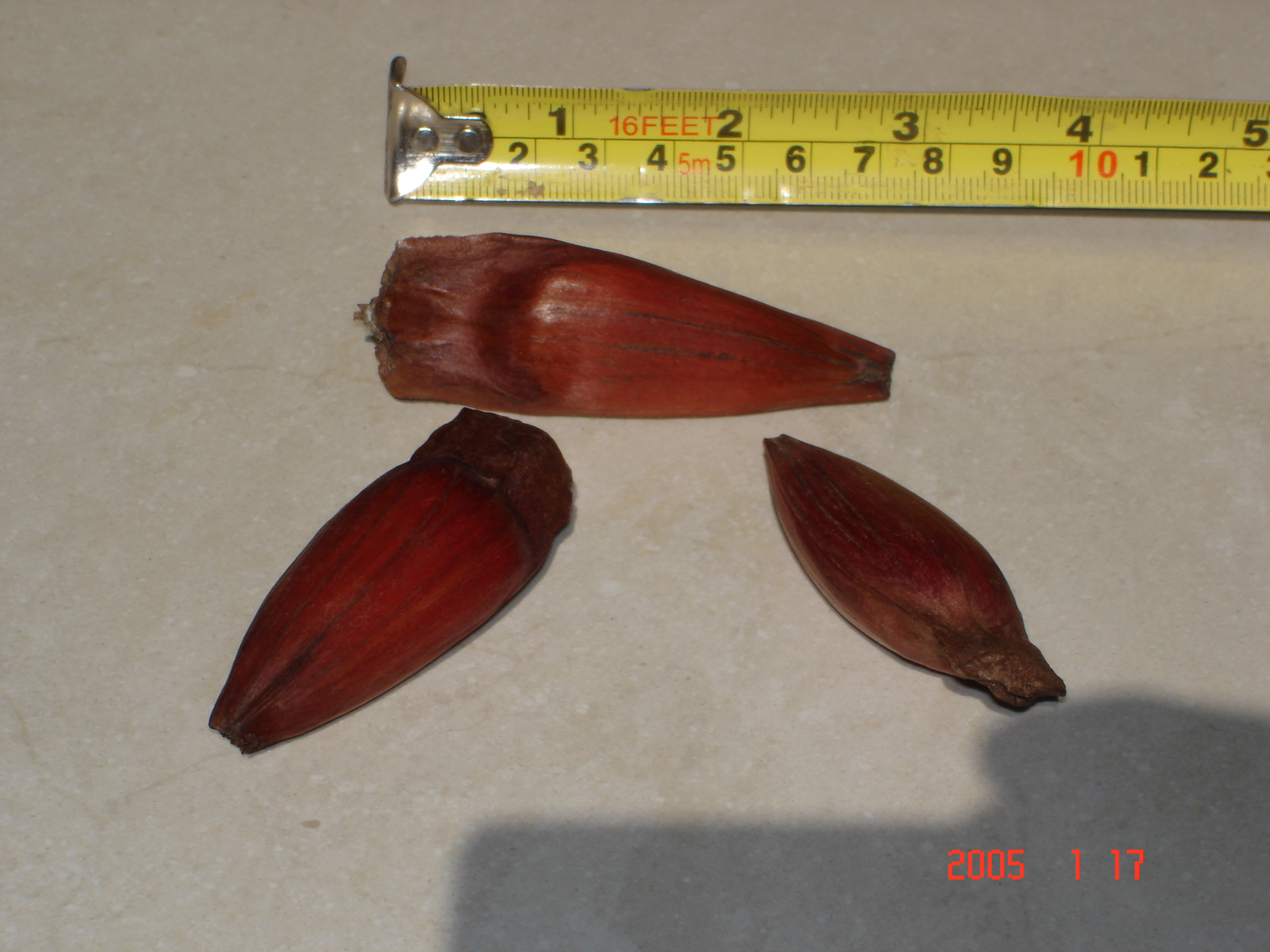
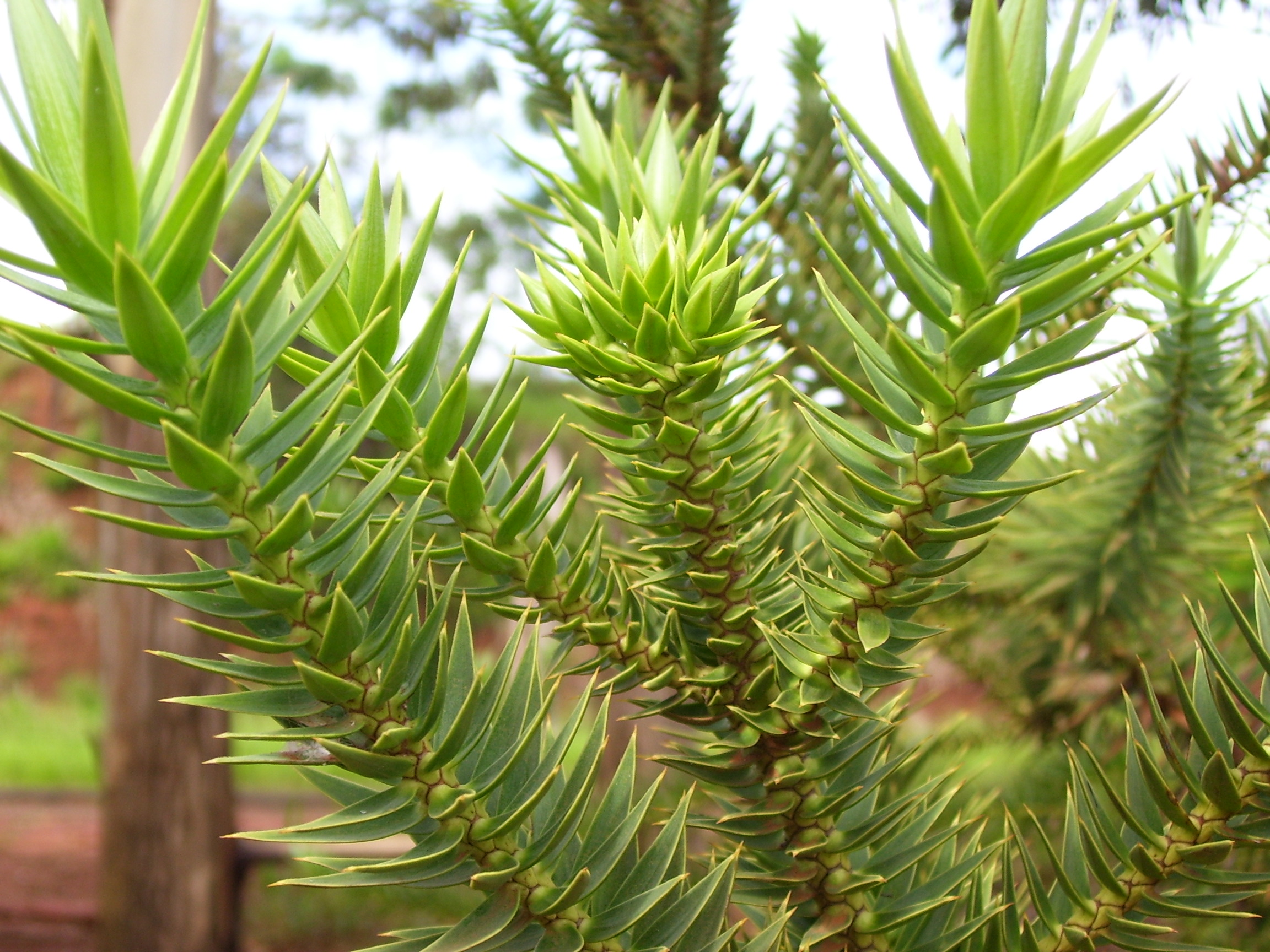
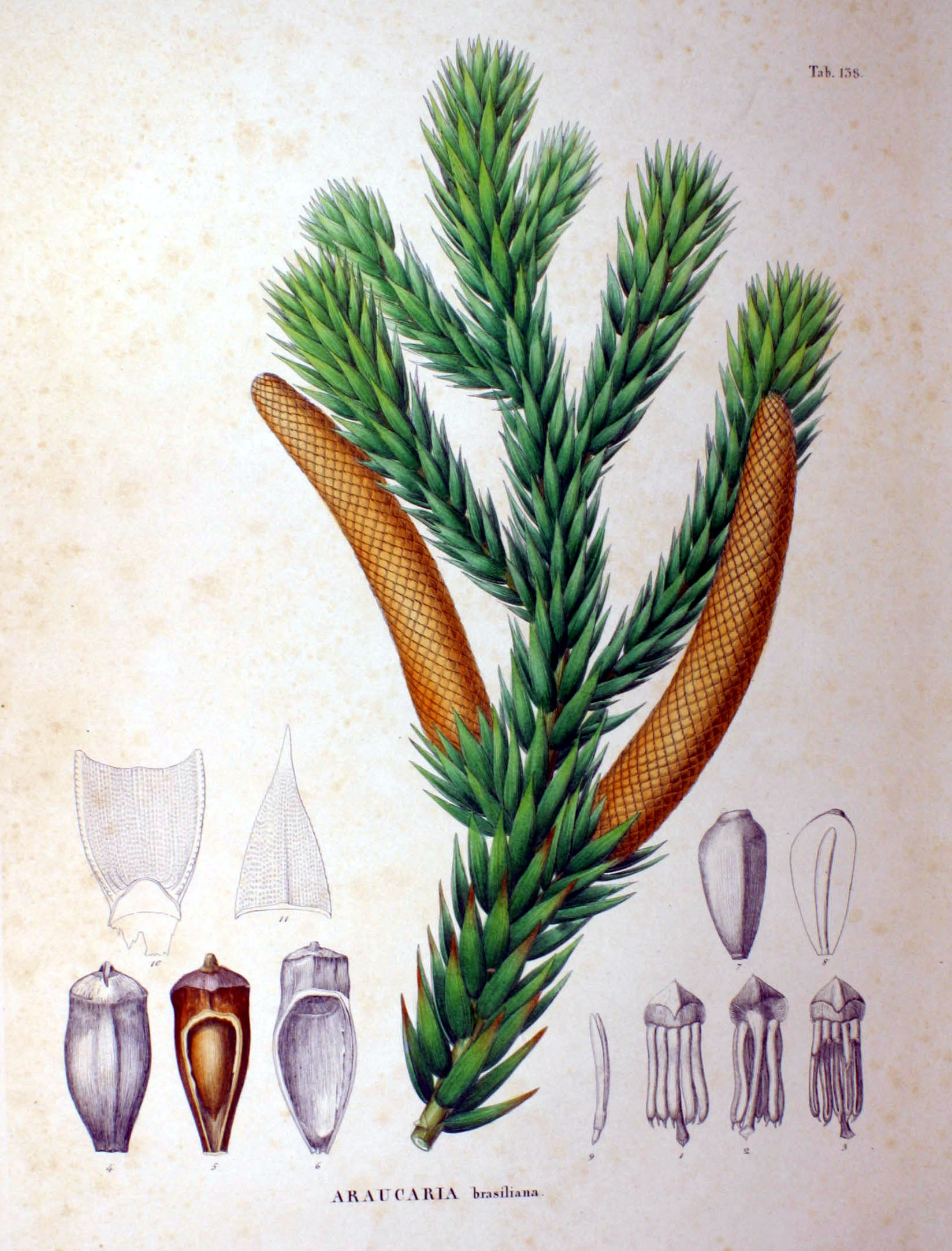
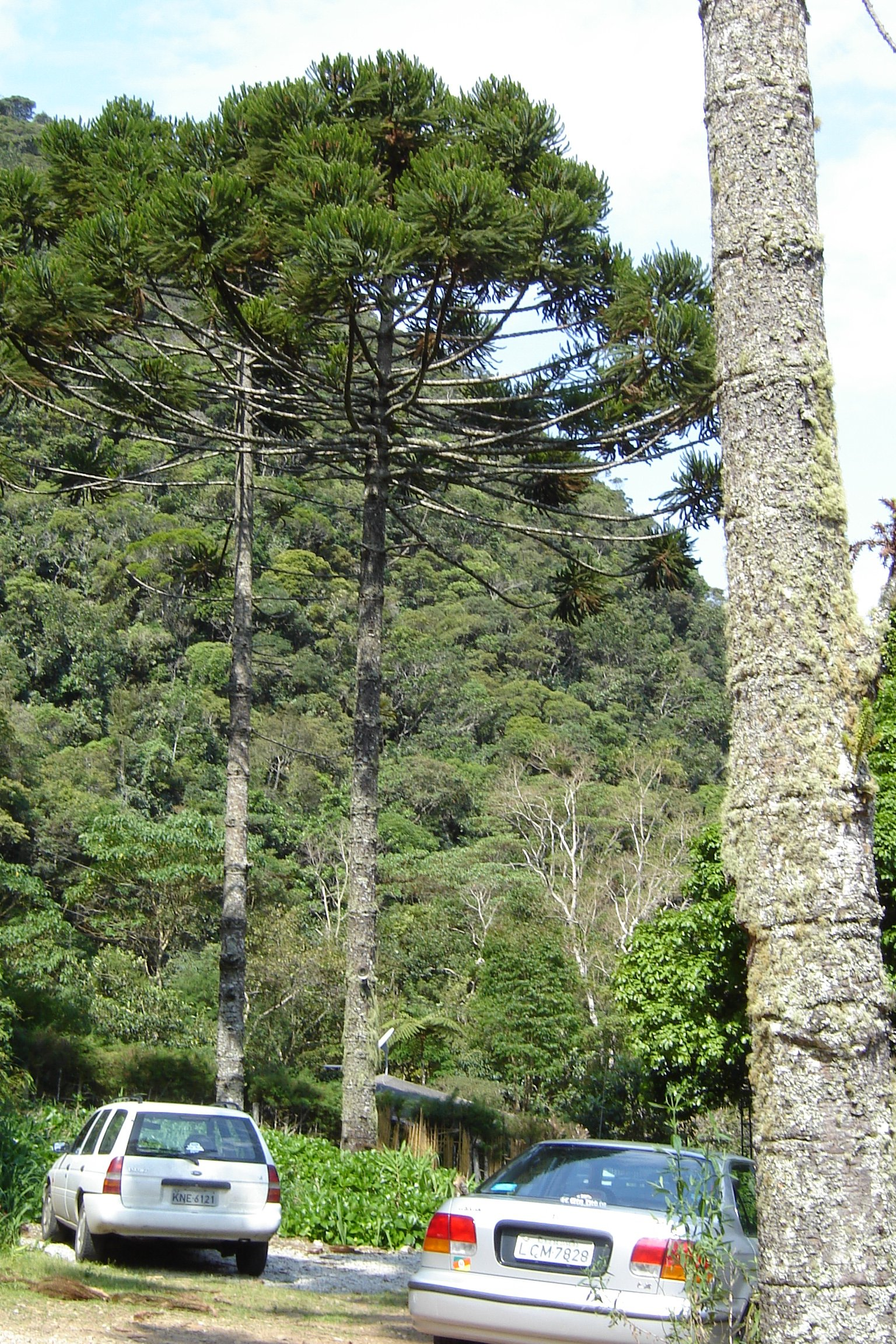